# 万德兰迪亚
万德兰迪亚是巴西托坎廷斯州的一个市镇。总面积1373.055平方公里，总人口9317人，人口密度6.8人/平方公里。